# Mariano Ferrario
Mariano Ferrario (* 16. Januar 1974 in Chesterland, Ohio) ist ein ehemaliger US-amerikanischer Freestyle-Skier. Er war auf die Disziplin Aerials (Springen) spezialisiert.

## Werdegang
Ferrario startete zu Beginn der Saison 1994/95 in Tignes erstmals im Freestyle-Skiing-Weltcup, wobei er den 12. Platz errang und sprang im weiteren Saisonverlauf mit zwei Top-Zehn-Platzierungen auf den 14. Platz im Aerials-Weltcup. Nach Platz 26 in Tignes zu Beginn der folgenden Saison, kam er sechsmal unter die ersten Zehn, darunter Platz drei in Altenmarkt-Zauchensee und belegte damit den 23. Platz im Gesamtweltcup sowie den neunten Rang im Aerials-Weltcup. In den folgenden Jahren errang er in der Saison 1996/97 den 23. Platz und in der Saison 1997/98 den 18. Platz im Aerials-Weltcup. Zudem kam er im Dezember 1996 in Piancavallo mit dem dritten Platz sowie im Dezember 1997 in Tignes mit dem zweiten Rang erneut und letztmals aufs Podest. Bei seiner einzigen Teilnahme an Olympischen Winterspielen im Februar 1998 in Nagano belegte er den 15. Platz. Dabei zog er sich einen Kreuzbandriss zu und konnte erst in der Saison 1999/2000 wieder an Wettbewerben teilnehmen. In der Saison 1999/2000 kam er auf den 27. Platz im Gesamtweltcup sowie auf den 15. Rang im Aerials-Weltcup, in der Saison 2000/01 auf den 28. Platz im Gesamtweltcup sowie auf den 14. Rang im Aerials-Weltcup und in seiner letzten Saison als aktiver Sportler 2001/02 auf den 30. Platz im Gesamtweltcup sowie auf den 18. Rang im Aerials-Weltcup. Neben dem Sport schloss er im Jahr 2001 sein Studium der Sportwissenschaften an der University of Utah ab und arbeitete später als Webdesigner.

## Erfolge

### Olympische Spiele
- 1998 Nagano: 15. Platz Aerials

### Weltcupwertungen
Ferrario nahm an 45 Weltcups teil und erreichte 19 Top-Zehn-Platzierungen sowie drei Podestplatzierungen.
| Saison    | Gesamt | Gesamt | Aerials | Aerials |
| Saison    | Punkte | Platz  | Punkte  | Platz   |
| --------- | ------ | ------ | ------- | ------- |
| 1994/95   | 54     | 38.    | 432     | 14.     |
| 1995/96   | 73     | 23.    | 656     | 9.      |
| 1996/97   | 36     | 61.    | 292     | 23.     |
| 1997/98   | 49     | 44.    | 292     | 18.     |
| 1999/2000 | 52     | 27.    | 208     | 15.     |
| 2000/01   | 47     | 28.    | 188     | 14.     |
| 2001/02   | 51     | 30.    | 204     | 18.     |